# Bulego
Bulego  (stylisé BULEGO) est un groupe espagnol de pop, originaire d'Azkoitia, Guipuscoa, au Pays basque espagnol. En 2021, ils comptent deux EP en 2020 et un album studio en 2021.

## Histoire
Bulego est formé en 2019 à Azkoitia, Guipuscoa, par des membres qui jouaient auparavant dans les groupes Moonlight et Passepartout. Leur premier album, éponyme, est enregistré aux Studios Gaztain, sous la direction d'Eñaut Gaztañaga. Leur album Aldatu aurretik sort en 2023 et est enregistré en mars et juillet de la même année aux Gaztain Studios, sous la direction d'Eñaut Gaztañaga. 
En 2025, le groupe démarre une tournée aux États-Unis.

## Membres

### Membres actuels
- Tomas Lizarazu – chant
- Xabier Arrieta – batterie
- Ruben Lizarralde – guitare
- Elba Azpillaga – piano, claviers

### Anciens membres
- Jontxu Ape – basse
- Itziar Beitia – piano

## Discographie
- 2019 : Bulego
- 2020 : Ilun dagoen arren
- 2021 : Erdian oraina (Oso Polita, Panda Artist)
- 2022 : Gure bizitzako lehen bira (Oso Polita, Panda Artist)
- 2023 : Aldatu aurretik